# Calyptomyrmex friederikae
Calyptomyrmex friederikae is een mierensoort uit de onderfamilie van de Myrmicinae. De wetenschappelijke naam van de soort is voor het eerst geldig gepubliceerd in 1976 door Kutter.